# 袁采 (宋朝)
袁采（?—?），字君载，衢州人，宋朝学者、官员。

## 生平
孝宗隆兴元年（1163年）进士，官至监登闻鼓院。淳熙五年（1178年），任乐清县令，任内重建县学，纂修《乐清县志》十卷。官至监登闻鼓院。
曾实地考察雁荡山，撰《雁荡山记》。著有《袁氏世范》等。《袁氏世范》成为关于礼仪的重要读物。